# 火影忍者疾風傳劇場版：火意志的繼承者
《火影忍者疾風傳劇場版 火意志的繼承者》是《火影忍者疾風傳》劇場版系列的第三部，於2009年8月1日開始在日本戲院正式上映。
這部電影是火影忍者10週年紀念企劃的其中一個項目。
與往年劇場版不同，此次劇場版將由曾參與製作過《屍姬赫》《屍姬玄》等作品的村田雅彥擔任監督，人物設計則是一直擔任火影劇場作畫的西尾鐵也負責，音樂同樣由高梨康治、刃（-yaiba-）兩位老夥計出任。

## 剧情介绍
忍者五大国中云、岩、雾、砂等四个国家的守护忍者去向不明。失去血继限界忍者的四大國，把矛头指向了唯一没有受害的国家-火。大国關係緊張的狀況下，可能會出現第四次忍界大战。为了证明清白，火之国的大名向有心要查明真相的纲手发出指令。“不论如何，都要保护村子！”

## 出現招式
卑留呼：
- 嵐遁‧雷雲空波：累積雷雲，對敵人發動電擊。
- 冥遁‧吸穴孔：用手掌掌心的孔穴吸收對手的查克拉。
- 冥遁‧邪自滅斗：使用吸收的查克拉，從手掌射出一道藍色的火柱。
- 鋼遁：使身體硬化以抵抗物理攻擊。
- 迅遁：可進行高速移動。
- 嵐遁奧義·嵐鬼龍：製造出可以靠吸取查克拉無限膨脹的黑雲來吸收對手的查克拉，再用雷擊一次釋放出來。

其他：
- 鬼芽羅之術：禁術，以施術者為核心將其他忍者的力量吸收至體內成為自身肉體的一部分。
- 通靈獸‧雙頭蛇：具有強大的回復力，雙頭上有著骨頭的漆黑色雙頭蛇，極有可能是因為鬼牙羅之術的力量下所誕生的產物。
- 通靈之術‧蛇岡網：從雙頭蛇的口中連續跑出將近無限的雙頭蛇所組成的網子。
- 通靈之術‧蛇旋刺：從其中一頭雙頭蛇的口中射出只有一個頭的蛇，高速旋轉的射向目標。
- 召喚：為一種簡易式的通靈之術，此術不需要以血作為媒介就能進行時空間召喚。

## 配音
漩渦鳴人-竹內順子（日）／蔣篤慧（台）／雷碧娜（港）
旗木卡卡西-井上和彥（日）／陳幼文（台）／雷霆（港）
春野櫻-中村千繪（日）／丘梅君（台）／鄭麗麗（港）
祭-日野聪（日）／郭馨雅（台）／曹啟謙（港）
我愛羅-石田彰（日）／郭馨雅（台）／李凱傑（港）
手鞠-朴璐美（日）／蔣篤慧（台）／曾秀清（港）
勘九郎-加瀬康之（日）／何志威（台）／
奈良鹿丸-森久保祥太郎（日）／林協忠（台）／林丹鳳（港）
山中井野-柚木涼香（日）／林佑俽（台）／陸惠玲（港）
秋道丁次-伊藤健太郎（日）／陳幼文（台）／伍秀霞（港）
犬塚牙-鳥海浩輔（日）／何志威（台）／陸惠玲（港）
日向雛田-水樹奈奈（日）／林佑俽（台）／林元春（港）
油女志乃-川田紳司（日）／林協忠（台）／黃啟昌（港）
李洛克-增川洋一（日）／丘梅君（台）／黃玉娟（港）
日向寧次-遠近孝一（日）／林佑俽（台）／袁淑珍（港）
天天-田村由香里（日）／蔣篤慧（台）／陳琴雲（港）
綱手-勝生真沙子（日）／丘梅君（台）／許盈（港）
卑留呼-保志總一朗（日）／何志威（台）／劉奕希（港）
宇智波佐助-杉山紀彰（日）／林佑俽（台）／黃麗芳（港）
靜音-根本圭子（日）／郭馨雅（台）／陸惠玲（港）
猿飛阿斯瑪-小杉十郎太（日）／林協忠（台）／葉振聲（港）
自來也-大塚芳忠（日）／陳幼文（台）／林保全（港）
宇智波帶土-小森創介（日）／馬國堯（台）

## 前作与续作
前作火影忍者疾风传剧场版：牵绊

续作火影忍者疾风传剧场版：失落之塔

## 電影主題曲
誰かが / PUFFY
本次的主題曲《無論是誰》由KI/OON RECORDS旗下著名J-POP女子團體PUFFY負責演唱。(2012年更名為Ki/oon Music Inc.)

## 製作
- 原作：岸本齊史
- 監督：村田雅彥
- 腳本：武上純希
- 角色設計：西尾鐵也
- 音樂：高梨康治 、刃-yaiba-

## 外部連結
- （日語）官方網站
- （繁體中文）台灣官方網站 （页面存档备份，存于）